# Marc Davis (animator)
Marc Davis (ur. 30 marca 1913 w Bakersfield (Kalifornia), zm. 12 stycznia 2000) – jeden z animatorów studia Disney. Wchodził w skład tzw. dziewięciu staruszków Disneya. W 1989 otrzymał nagrodę Disney Legend.